# 安房鴨川市
安房鴨川駅のある市だとすると、もしかして
- 鴨川市

ではありませんか？